# رانش میوز
رانش میوز (به انگلیسی: Meiotic drive)، نوعی درگیری درون‌ژنومی است که به سبب آن یک یا چند مکان درون ژنوم بر روی دستکاری فرایند میوز تأثیر می‌گذارند، به گونه‌ای که بدون توجه به بیان فنوتیپی آن، انتقال یک یا چند آلل را به دیگری ترجیح دهد. ساده‌تر، محرک میوز زمانی است که یک نسخه از یک ژن بیش از ۵۰ درصد موارد مورد انتظار به فرزندان منتقل می‌شود. به گفته باکلر و همکاران، «رانش میوز دگرگونی میوز است، به طوری که ژن‌های خاص ترجیحاً به فرزندان منتقل می‌شوند. رانش میوز به‌طور کلی سبب جداسازی ترجیحی مناطق کوچکی از ژنوم می‌شود».

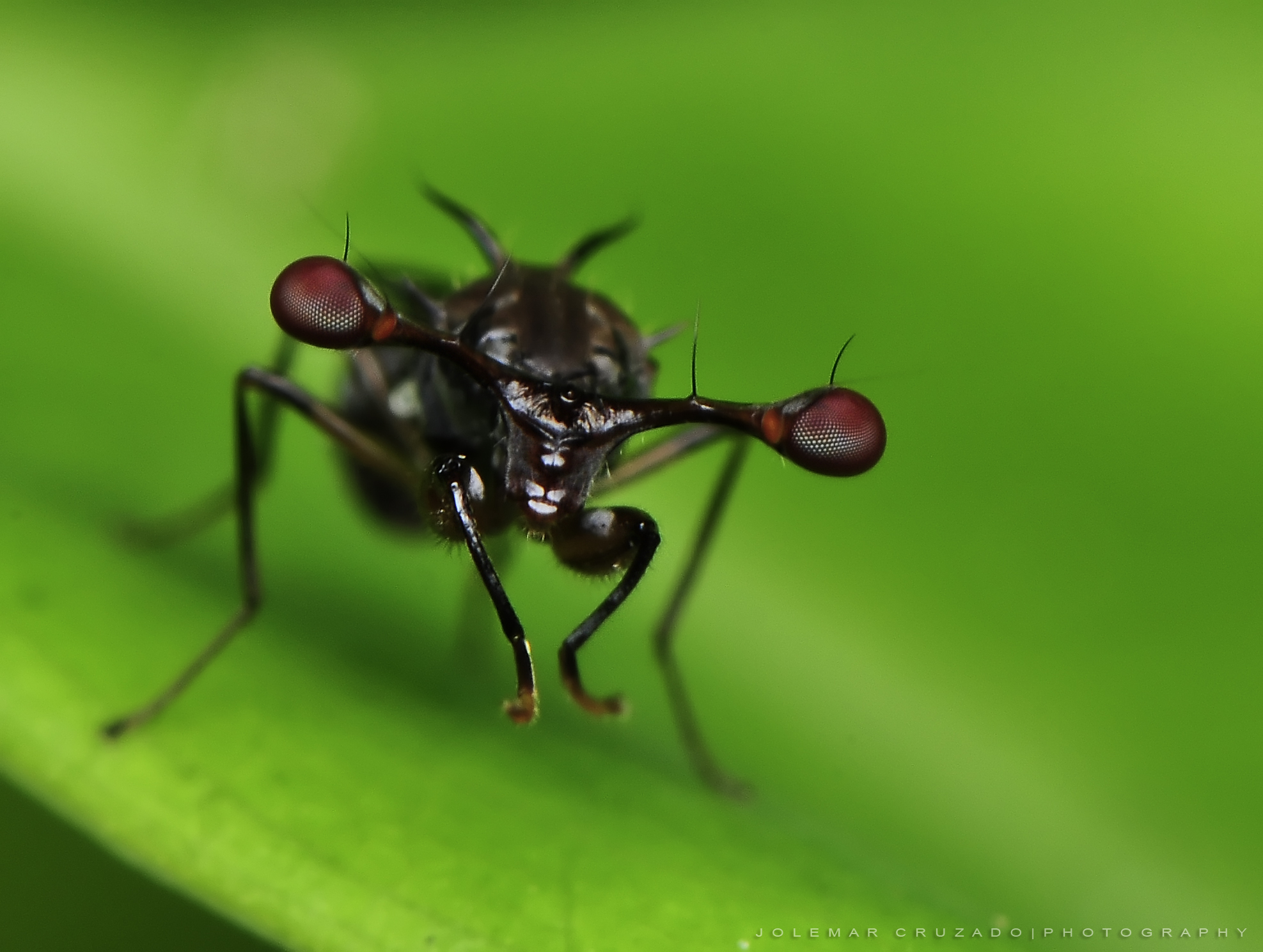
مگس چشم‌شاخکی

کروموزوم‌های خودخواه مگس‌های چشم‌شاخکی پیامدهای زیست‌محیطی داشته‌اند. هدایت کروموزوم‌های X سبب کاهش باروری و موفقیت جفت‌گیری مردان می‌شود و سبب انتخاب وابسته به فرکانس می‌شود که هم آلل‌های محرک و هم آلل‌های نوع وحشی را حفظ می‌کند.